# ألكسندر فرانسون
ألكسندر مارتين فرانسون (بالسويدية: Alexander Martin Fransson) (مواليد 2 أبريل 1994) هو لاعب كرة قدم سويدي يجيد اللعب في مركز خط الوسط ، ويلعب أيضًا كجناح أيمن ولاعب خط وسط مدافع ، ويلعب حاليًا لنادي بازل السويسري.

## بطولات وإنجازات اللاعب

### نورشوبينغ
- الدوري السويدي الممتاز: 2015
- كأس السوبر السويدي: 2015

### بازل
- دوري السوبر السويسري: 2015–2016

## روابط خارجية
- ألكسندر فرانسون على موقع الاتحاد الأوربي (الإنجليزية)
- ألكسندر فرانسون على موقع اتحاد السويد (السويدية)
- ألكسندر فرانسون على موقع قاعدة بيانات كرة القدم.إي يو (الإنجليزية)
- ألكسندر فرانسون على موقع ناشيونال فوتبول تيمز (الإنجليزية)
- ألكسندر فرانسون على موقع Soccerway.com (الإنجليزية)
- ألكسندر فرانسون على موقع اللجنة الأولمبية الدولية (الإنجليزية)
- ألكسندر فرانسون على موقع أوليمبيديا (الإنجليزية)
- ألكسندر فرانسون على موقع اللجنة الأولمبية السويدية (السويدية)
- ألكسندر فرانسون على موقع AS.com (الإسبانية)

- Alexander Fransson